# Life Is Strange (Computerspielreihe)
Life Is Strange (englisch, auf Deutsch etwa Das Leben ist seltsam) ist eine Computerspielreihe des japanischen Publishers Square Enix. Die Stand 2024 sechs Teile der Adventure-Reihe haben größtenteils unterschiedliche Charaktere und Handlungsorte zum Inhalt; gemeinsam ist ihnen die Spielwelt und das Spielprinzip. Entwickler von drei der sechs Teile ist das französische Studio Dontnod Entertainment, für die anderen drei Teile zeichnet das US-amerikanische Studio Deck Nine Games verantwortlich.

## Spielprinzip
Alle Spiele der Reihe sind Adventures. Der Fokus der Spiele liegt auf der Narrative, und der Spieler muss Rätsel lösen, um die Handlung voranzutreiben. Die Spielwelt wird in 3D dargestellt und die Protagonisten werden aus der Third-Person-Perspektive gesteuert. Die Spielwelt ist weitgehend frei begehbar, nicht für die Erkundung vorgesehene Areale werden durch Barrieren wie Zäune, Hecken oder nicht zu öffnende Türen versperrt. Der Spieler kann zahlreiche Gegenstände der Spielwelt untersuchen und ggf. manipulieren sowie Single-Choice-Dialoge mit NPCs führen.
In den drei Hauptteilen der Reihe verfügt die Protagonistin bzw. der Protagonist jeweils über eine Spezialfähigkeit, die im Bereich der Parapsychologie angesiedelt sind. Max in Life Is Strange kann in geringem Umfang die Zeit zurückdrehen. Daniel in Life Is Strange 2 verfügt über die Gabe der Telekinese. Alex in Life Is Strange: True Colors kann Emotionen ihrer Gesprächspartner sehen.

## Spiele
| Jahr | Titel                                    | Entwickler            | Format                 |
| ---- | ---------------------------------------- | --------------------- | ---------------------- |
| 2015 | Life Is Strange                          | Dontnod Entertainment | 5 Episoden             |
| 2017 | Life Is Strange: Before the Storm        | Deck Nine Games       | Einzelspiel (Prequel)  |
| 2018 | The Awesome Adventures of Captain Spirit | Dontnod Entertainment | Einzelspiel (Spin-off) |
| 2018 | Life Is Strange 2                        | Dontnod Entertainment | 5 Episoden             |
| 2021 | Life Is Strange: True Colors             | Deck Nine Games       | Einzelspiel            |
| 2024 | Life Is Strange: Double Exposure         | Deck Nine Games       | Einzelspiel            |

### Life Is Strange
Der namensgebende erste Teil der Reihe wurde ab 2013 von Dontnod Entertainment entwickelt und zwischen Januar und Oktober 2015 unterteilt in fünf Episoden veröffentlicht.
Der Spieler übernimmt die Rolle der 18-jährigen Max, die 2013 in der fiktiven Kleinstadt Arcadia Bay im US-Bundesstaat Oregon Fotografie studiert. Sie hat Visionen von der Zerstörung der Stadt durch einen Tornado und entdeckt in einer Notsituation ihre Fähigkeit, die Zeit ein kleines Stück zurückzudrehen. Gemeinsam mit ihrer Freundin Chloe versucht sie, das Verschwinden von Chloes ehemals bester Freundin Rachel sechs Monate zuvor zu ergründen. Dabei geraten sie auf die Spur eines Rings von Verbrechern, die Mädchen unter Drogen setzen und sexuelle Handlungen an ihnen vornehmen.
Der Review-Aggregator Metacritic aggregiert 16 Rezensionen der PC-Version zu einer Gesamtwertung von 83/100 und 24 Rezensionen der PlayStation-4-Version zu einer Gesamtwertung von 85/100.

### Life Is Strange: Before the Storm
Kurz nachdem Dontnod Entertainment im Mai 2017 verlautbart hatte, an einem Nachfolger zu Life Is Strange zu arbeiten, kam durch versehentlich in Umlauf gelangte Screenshots das Gerücht auf, dass Deck Nine Games an einem Prequel zum Originalspiel arbeite. Wenig später erfolgt die offizielle Ankündigung des Spiels. Dieses spielt wieder in Arcadia Bay, aber drei Jahre vor den Ereignissen in Life Is Strange. Den erzählerischen Rahmen bildet die Beziehung zwischen Chloe, die vom Spieler gesteuert wird, und Rachel. Chloes besondere Fähigkeit ist Schlagfertigkeit; der Spieler muss dabei in Dialogen unter Zeitdruck Antworten auswählen.
Im Fokus der Handlung liegen die schwierigen Verhältnisse von Chloe und Rachel zu ihren jeweiligen Familien. Während Chloe den Tod ihres Vaters nicht verwinden kann und den neuen Freund ihrer Mutter nicht akzeptiert, muss Rachel erfahren, dass ihr einflussreicher Vater sie ihr Leben lang über ihre Herkunft belogen hat und mit kriminellen Methoden versucht, ihre leibliche Mutter von ihr fernzuhalten.
Metacritic aggregiert 55 Rezensionen der PlayStation-4-Version zu einer Gesamtwertung von 78/100.

### The Awesome Adventures of Captain Spirit
Nachdem seit 2017 bekannt war, dass Dontnod Entertainment an Life Is Strange 2 arbeitet, veröffentlichte das Studio im Juni 2018 über Square Enix überraschend ein kostenloses Spin-off zur Spielreihe. Es fungiert als Demo für das zum Veröffentlichungszeitpunkt bereits seit mehreren Jahren in Entwicklung befindliche Life Is Strange 2 und soll Aspekte des Life-Is-Strange-Universums vertiefen.
Der zehnjährige Chris Eriksen wohnt mit seinem Vater in einer fiktiven Kleinstadt im US-Bundesstaat Oregon. Der Tod seiner Frau hat den Vater zum Alkoholiker werden lassen. Chris erfindet das Superhelden-Alter-Ego Captain Spirit und erlebt als dieser kleinere Abenteuer, wobei die Perspektive zwischen der Realität und Chris’ Vorstellungskraft wechselt.
Metacritic aggregiert insgesamt 66 Rezensionen zu Gesamtwertungen von 75/100 (PlayStation 4), 79/100 (Windows) und 78/100 (Xbox One).

### Life Is Strange 2
Anfang 2016 begann Dontnod Entertainment mit den Arbeiten am Life-Is-Strange-Nachfolger, im Mai 2017 wurde das Spiel offiziell angekündigt. Es erschien in fünf Episoden, die zwischen September 2018 und Dezember 2019 veröffentlicht wurden.
Zwei mexikanischstämmige Brüder aus Seattle, der 16-jährige Sean und der neunjährige Daniel, geraten in ihrer Nachbarschaft in einen Streit, in dessen Verlauf ihr Vater von der Polizei erschossen wird. In dieser hochemotionalen Situation entdeckt Daniel seine Fähigkeit zur Telekinese: Er kann mit der Kraft seines Geistes Objekte bewegen, zunächst nur unbewusst. Da durch das erstmalige Auftreten dieser Fähigkeit ein Polizist zu Tode kommt, fliehen die beiden nun polizeilich gesuchten Brüder in die Wildnis. Der Spieler übernimmt die Rolle von Sean, der seinen kleinen Bruder beschützen und anleiten muss. Die beiden fliehen zunächst zu ihren Großeltern ins ländlichen Oregon und, nachdem sie dort von der Polizei aufgespürt werden, in eine Kommune im Humboldt County in Nordkalifornien. Dort kommt es erneut zu einem Vorfall, bei dem Daniel mit seiner Kraft unbewusst ein Haus zum Einsturz bringt. Die Brüder werden getrennt: Sean findet sich nach zwei Monaten Koma im nächstgelegenen Krankenhaus wieder, während Daniel von einem Kommunenmitglied nach Nevada in Sicherheit gebracht wurde. Er geriet dort allerdings in die Fänge einer christlichen Sekte, aus denen Sean seinen Bruder befreien muss. Dabei stoßen die beiden auf ihre Mutter, die die Familie vor langer Zeit verlassen hatte und die Brüder mit in ihre Aussteigerkommune in Arizona nimmt. Nachdem sie auch dort von der Polizei aufgespürt werden, machen sie sich auf den Weg nach Mexiko, um den Geburtsort ihres Vaters aufzusuchen. An der Grenze werden sie vom FBI gestellt. Der Ausgang des Spiels ist abhängig von finalen Entscheidungen des Spielers.
Metacritic aggregiert insgesamt 46 Rezensionen zu Gesamtwertungen zwischen 70/100 (Windows) und 79/100 (Xbox One).

### Life Is Strange: True Colors
Deck Nine Games begannen 2017 mit den Arbeiten an True Colors, im selben Jahr, in dem ihr Vorgängertitel Before the Storm veröffentlicht wurde. Während Life Is Strange und Life Is Strange 2 im Episodenformat erschienen waren, wurde True Colors im September 2021 als Einzeltitel auf den Markt gebracht.
Nach acht Jahren der Trennung trifft Alex Chen ihren Bruder Gabe in dessen Wohnort Haven Springs in Colorado wieder. Während sie das von der Bergbaugesellschaft Typhon geprägte Örtchen erkundet, entdeckt sie eine paranormale Gabe: Sie kann die Gefühle anderer Menschen „sehen“, wird dabei aber von diesen beeinflusst. Durch eine eigentlich abgesagte Sprengung kommt ihr Bruder im Wald um Haven Springs zu Tode, und Alex macht sich daran, die Umstände aufzuklären. Die Bergbaugesellschaft hatte die Sprengung trotz eines Warnanrufs, dass sich Menschen im Sprenggebiet befänden, durchgeführt. Es gelingt Alex, dem skrupellosen Treiben der Firma ein Ende zu setzen.
Metacritic aggregiert insgesamt 132 Rezensionen zu Gesamtwertungen zwischen 81/100 (PlayStation 5) und 84/100 (Xbox Series X).

### Life Is Strange: Double Exposure
Ein weiterer Titel der Reihe, Life Is Strange: Double Exposure, wurde im Juni 2024 für Oktober desselben Jahres angekündigt. Entwickler war erneut Deck Nine Games. Das Spiel erschien am 29. Oktober desselben Jahres.

## Andere Medien

### Comics
Ab November 2018 veröffentlichte der britische Verlag Titan Comics eine Comicserie zum Spiel. Die 22 Einzelcomics wurden zu sechs Bänden zusammengefasst; der letzte erschien im Juni 2022. Die Comics wurden von der britischen Künstlerin Emma Vieceli geschrieben.  Inhaltlich wird das Schicksal von Max und Chloe nach der Zerstörung von Arcadia Bay am Ende des ersten Teils der Computerspielreihe.
Ab Dezember 2023 erschienen vier von Zoe Thorogood geschriebene Comics, die im Oktober 2024 als Sammelband Life Is Strange: Forget-Me-Not zusammengefasst wurden. Die Serie baut auf das Computerspiel Life Is Strange: True Colors auf und behandelt das Schicksal der Protagonistinnen Alex und Steph nach dem Ende der True-ColoursHandlung.

### Bücher
Im Oktober 2018 erschien bei Titan Publishing das Sachbuch Life Is Strange: Welcome to Blackwell Academy des nordmexikanischen Autors Matt Forbeck, das nach Art eines Handbuchs für Studenten Arcadia Bay und die Blackwell Academy präsentiert. Im selben Verlag erschienen 2023 und 2024 zwei Romane, die in der Welt von Life Is Strange: True Colors spielen: Steph’s Story wurde von Rosiee Thor geschrieben, Heatwaves von Brittney Morris.

### TV-Serie
Pläne für eine Adaption der Spielereihe als TV-Serie existieren seit 2016. Der Status des Projekts ist (Stand: Februar 2025) unbekannt.[veraltet]